# آيت أمديوال (آيت تامليل)
آيت أمديوال هي إحدى مشيخات المملكة المغربية، تتبع جغرافيا لإقليم أزيلال وإداريًا لآيت تامليل. يقدر عدد سكانها بـ 2893 نسمة حسب الإحصاء الرسمي للسكان والسكنى لسنة 2004.